# Ellen Ringström
Ellen Ringström, född Schölermann 19 april 1933 norr om Hamburg, död 27 december 2017 i Enskede distrikt, var en tysk-svensk servitris.
Ringström invandrade från Västtyskland till Sverige på 1950-talet och kom att arbeta som servitris. Hon uppmärksammades 1971 då hon sade upp sig från sin anställning på restaurangen på Stockholms centralstation, vilken drevs av AB Trafikrestauranger. Detta skedde i protest mot att hovmästaren ansåg att servitriserna skulle servera iförda kortbyxor och hon skrev då: "Om ni ser min kropp som kapital borde ni betala mig en passande lön". Händelsen blev omsjungen av Suzanne Osten i sången Ellen sa nej, vilken utgavs på det grammisbelönade musikalbumet Sånger om kvinnor (MNW, 1971) och publicerades i Sångbok för kvinnor (Gidlunds förlag, 1973). Ringström blev därefter ledamot av styrelsen för Folket i Bild/Kulturfront. Hon är gravsatt i minneslunden på Skogskyrkogården i Stockholm.